# Ilana Korval
Ilona Korval, née le 25 mars 1983, est une judokate française.

## Biographie
Aux Championnats d'Europe par équipes de judo, elle est médaillée d'or en 2004 et médaillée d'argent en 2006.
Elle est la sœur du judoka Loïc Korval.